# Versunkene Gräber
Versunkene Gräber ist ein Kriminalhörspiel aus der Reihe des Radio-Tatorts. Die Textvorlage stammt von Elisabeth Herrmann, die hier zum zweiten Mal das bereits von ihren Vorgängern Frank Göhre und Matthias Wittekindt für den Norddeutschen Rundfunk gestaltete Hamburger Ermittlerduo Kriminalhauptkommissarin Bettina Breuer und des verdeckten Ermittlers Jac Garthmann in seiner Textvorlage fortführte. Versunkene Gräber wurde zum ersten Mal am 18. Dezember 2011 ausgestrahlt. Seine Uraufführung erlebte das Hörspiel bei einer öffentlichen Aufführung im Planetarium Hamburg am 1. November 2011. Neben den Hauptdarstellern traten mit Gerhard Olschewski, Jürgen Uter, Isabella Grothe und Ryszard Wojtyllo weitere namhafter Sprecher beziehungsweise Schauspieler auf.
Der vorliegende 47. Fall der Gesamtreihe und neunte Fall des Hamburger Tatorts dreht sich in erster Linie um den Tod eines Kurierdienstunternehmers an der Steilküste von Usedom. Dieser hatte sein Vermögen unter anderem mit unlauteren Immobilienspekulation, Zigarettenschmuggel und wahrscheinlich auch mit Menschenhandel erworben.

## Inhalt
Erstmals führt ein Fall das Hamburger Ermittlerteam,
Kriminalhauptkommissarin Bettina Breuer vom LKA und ihren V-Mann Jac Garthmann nach Usedom. An der dortigen Steilküste bei Ückeritz hat man den Leichnam des Hamburger Kurierdienstunternehmers Sigmar Schwerdtfeger gefunden. Da Schwerdtfeger eine größere Menge Bargeld mit sich führte, deutet zunächst alles auf einen Raubmord. Diese bequeme Lösung erscheint Bettina Breuer zu einfach, da das Landeskriminalamt schon seit längerem Ermittlungen gegen den verstorbenen Unternehmer eingeleitet hatte und dieser zu einer Ladung nicht erschienen war. Der Großteil seines Vermögens stammt wohl eher aus illegalen Kuriertouren im Auftrag der Zigarettenmafia. Ihrem Ermessen nach steckt hinter dem Fall noch mehr als der Menschenschmuggel mit jungen polnischen Mädchen, Immobilienspekulationen, Geldwäsche und Zigarettenschmuggel. Ihrer Meinung nach hat auch ein lokaler Baulöwe, der Fördergelder innovativ umleitet, naive Investoren ausschlachtet und darüber hinaus Schwarzarbeiter anstellt, seine Finger im Spiel. Nach Polen, jenseits der Grenze führt Breuer und Garthmann die heiße Spur dank eines Hinweises eines polnischen Bauarbeiters. Dort müssen Täter und Opfer sich getroffen haben. Allerdings führt die Spur sie überraschend auch in die deutsch-polnische Vergangenheit des Zweiten Weltkriegs, die letzten Kriegstage und der Vertreibung der deutschen Bevölkerung. Dass am Ende sich die Lösung als Verkettung einer Familientragödie entpuppt, birgt die eigentliche Überraschung bei der Einleitung des Falls.
Die kühl-pragmatische Karrierepolizistin Breuer und der intuitive Seiteneinsteiger Garthmann, dessen Konzertaktivitäten als Pianist und Alleinunterhalter seine Ermittlungsarbeit verschleiern, werden mehrfach kollidieren, da sich Breuer stets fragt, warum man ihr diesen Amateur beigeordnet hat. Aber Garthmanns Beobachtungsgabe und moralisches Gespür werden ihr mehrfach die beste Richtung vorgeben.
Dass das Tingeln durch die norddeutsche Provinz für den 50-jährigen Garthmann nur ein schwacher Trost ist für eine entgangene Karriere als klassischer Konzertpianist, lässt auch dieser Fall durchblicken. Einst hatte er bei einem tragischen Unfall sowohl seine Freundin als auch einen seiner Daumen verloren, was seine ursprünglichen Ambitionen abrupt beendete. Lediglich seine gelegentlichen Jazzkonzerte und seine Ermittlungsarbeit können von der gelegentlichen Resignation ablenken.

## Hintergrund

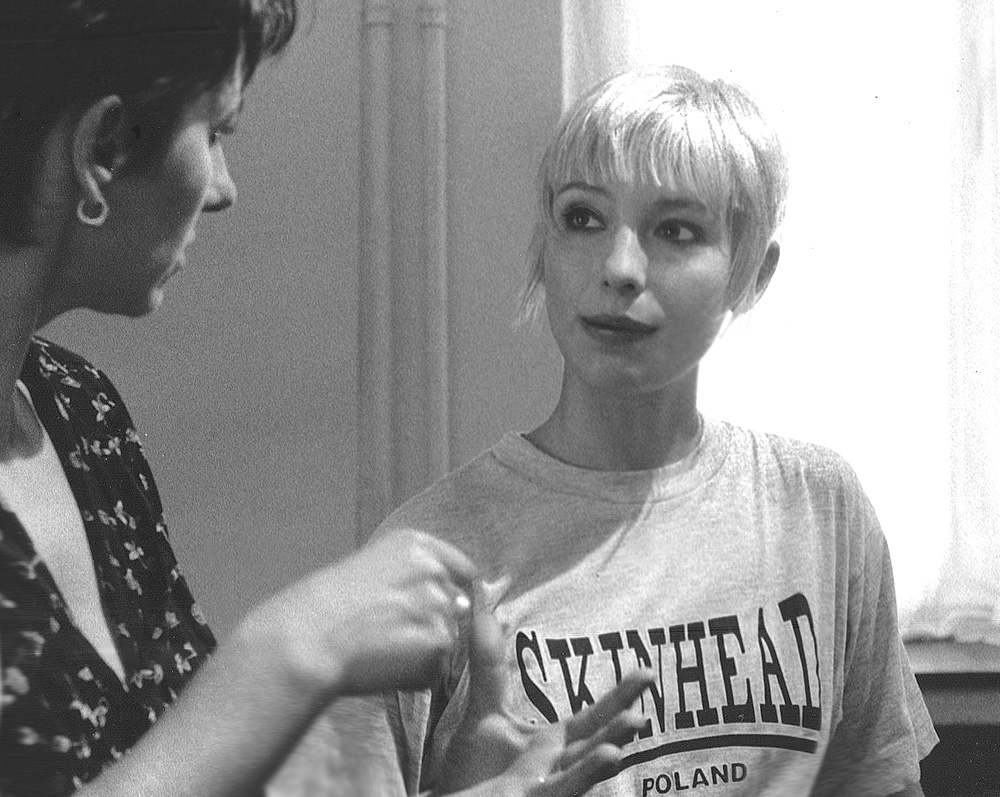
Sandra Borgmann, Sprecherin der Kriminalhauptkommissarin Bettina Breuer

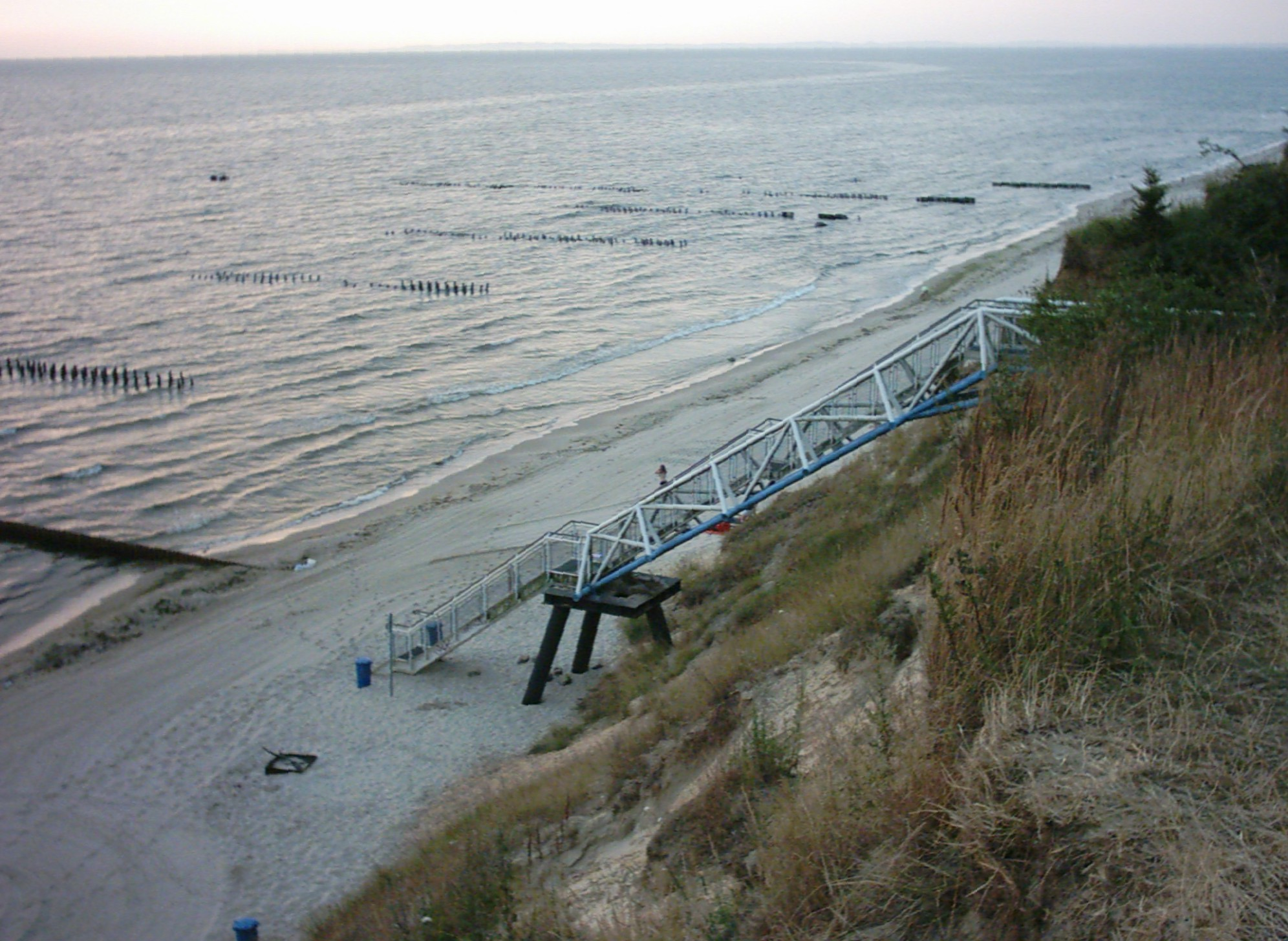
Strandzugang in Stubbenfelde, Usedom

Nach dem ersten Teil der Hamburger Tatortreihe, Schmutzige Wäsche, dessen Geschichte und Figurengestaltung von Schriftsteller Frank Göhre vorgenommen wurde, übernahm hier zum zweiten Mal Elisabeth Herrmann die Vorlage. Im Folgenden wurde die Reihe des Hamburger Radio-Tatorts neben Matthias Wittekindt (Tod eines Tauchers, Die gelben Laster, Störtebekers Rache, Totalverlust, Die blaue Jacht) von Elisabeth Herrmann (Schlick, Versunkene Gräber, Chicken Highway) gestaltet.
Martin Reinke wurde im Interview darauf angesprochen, dass er die Rolle des Jac Garthmann sehr „hamburgerisch“ angelegt hätte: „Das ist eine Art Liebeserklärung an meine Heimatstadt Hamburg. Ich bin ja Bühnenschauspieler und hatte leider nur einmal die Gelegenheit, auf der Bühne zu hamburgern. Und jetzt habe ich endlich mit Jac Garthmann das Glück, ihn sprachlich so zu färben.“
Erneut geht diesmal die Einleitung nicht über die Figur des Jac Garthmann, obwohl ihm im weiteren Verlauf der Geschichte und Ermittlungen eine wichtige Rolle zukommt. Der vorliegende Fall ist die vierte Episode, in der Sven Stricker Regie führte. Ingeborg Kallweit, die hier die Archivarin spricht, übernahm in der Bremer Ausgabe der Tatort-Reihe um das Ermittlerduo Hauptkommissarin Claudia Evernich und Claas Berding sowie dem sie begleitenden Staatsanwalt Dr. Kurt Gröninger die wiederkehrende Rolle der Pathologin Dr. Elisabeth Michel (siehe: Ein klarer Fall, Wer sich umdreht oder lacht …).

## Rezension
- „Gerade dieser Wechsel [zwischen den möglichen Tatmotiven] gibt dem Ganzen die nötige Tiefe; die speziellen Schicksale, die hier involviert sind, machen den Fall besonders. Es berührt den Hörer mehr, als dies das recht unoriginelle Thema Wirtschaftskriminalität könnte. Allerdings habe ich hier erneut so meine Probleme mit dem Ermittlerduo, insbesondere mit der Figur des Jac Garthmann. Irgendwie wirkt dieser Charakter in dieser Episode auch wieder etwas fremd und will nicht so wirklich in die Geschichte passen. So interessant die Idee des musizierenden V-Manns im Grunde ist, so schwierig ist es anscheinend auch, diese glaubwürdig in das Hörspiel einzubauen. Die Inszenierung ist durchweg solide und genügt der Geschichte vollkommen. Besonders gelungen sind die Sequenzen in dem polnischen Dorf, insbesondere hier gelingt es, die Szenerie akustisch sehr gut rüberzubringen. Wieder ein recht gelungener Fall, der allerdings durch den Handlungsrahmen etwas seines Potentials beraubt wird; ein Problem, das beim NDR-Radiotatort ja nicht neu ist. Wer sich daran nicht großartig stört, bekommt einen gut erzählten Krimi geboten - kein Highlight der Reihe, aber einer der besseren aus Hamburg.“[8]
- „Die Auflösung des Falles ist (…) nach der Hälfte des Hörspiels klar. Denn der geistig gestörte Täter wird immer wieder in Zwischensequenzen eingespielt. Das hätte man sich einfach sparen können, dann wäre die Auflösung deutlich überraschender geworden. Dazu kommen noch gewisse Längen, weil sich der örtliche Kommissar und die LKA-Beamtin natürlich mal wieder von früher kennen müssen und viel aufzuholen haben. Dieser Einfall, dass sich ein früheres Paar durch einen Fall wiedertrifft, ist mittlerweile doch etwas überstrapaziert. Doch da ‚Versunkene Gräber‘ zwei interessante Themen (Bauwut und Vertreibungsfolgen) sensibel in ein authentisches Hörspiel verarbeitet, ist der Radiotatort durchaus interessant und angenehm zu hören. Nur die Längen durch die Kommissarskonstellation und die Zwischensequenzen hätte man sich sparen können.“[9]
- „Alle Landesrundfunkanstalten senden seitdem einmal im Monat den jeweils neuen ARD Radio Tatort, nutzen das kreative Potential ihrer besten Krimiautoren und sorgen für zusätzliche Aufmerksamkeit für die traditionsreiche Radiokunstform Hörspiel. Inzwischen erreicht der Radio Tatort ein Millionenpublikum, zusätzlich belegen hohe Abrufzahlen im Internet (radiotatort.ard.de) die Akzeptanz dieser Krimis.“[10]
- „In den Medien, in denen die Hinweise auf Rundfunksendungen, wenn überhaupt noch vorhanden, nur noch mit der Lupe gefunden werden konnten, wird der Hörfunk wieder wahrgenommen. Und die Kritiken – ganz gleich wie sie ausfallen – sie sind sogar ausführlich!“[11]